# Norma Sanchez
Norma G. Sanchez (Ensenada, ...) è una fisica argentina naturalizzata francese esperta di fisica teorica, gravità, cosmologia, fisica delle particelle, fisica ad alta energia e teoria quantistica dei campi.
È professoressa emerita di fisica e direttrice di ricerca al Centre national de la recherche scientifique (CNRS), all’Osservatorio di Parigi e all’Université de recherche Paris-Sciences-et-Lettres.
Il suo lavoro riguarda i buchi neri, la radiazione di Hawking, la teoria delle stringhe nella gravità e nella cosmologia, la teoria dell’inflazione efficace rispetto alle osservazioni del WMAP, la materia oscura in keV e la struttura delle galassie e i modelli teorici che collegano la gravità e la fisica quantistica. È la fondatrice e direttrice della Scuola Internazionale Daniel Chalonge - Hector de Vega, inaugurata nell’autunno del 1991 dal fisico Nobel Subrahmanyan Chandrasekhar.

## Biografia

### Gli studi
Nata nella città di Ensenada, Buenos Aires, Argentina, suo padre Antonio Luis Sanchez de Martino lavorava nell’industria petrolifera, YPF, e sua madre Norma Iris Piccoli di Tores nell’educazione e nell’astronomia. Sanchez ha seguito gli studi primari alla Scuola Nazionale Hypolite Bouchard, gli studi pre-universitari alla Scuola Normale Nazionale delle ragazze N°1 Miss Mary O. Graham nella città di La Plata e ha completato la sua laurea magistrale in Fisica Teorica alla Facoltà di Scienze Esatte, Università Nazionale di La Plata, Argentina, il 21 dicembre 1973.
Ha conseguito un dottorato in fisica alla Facoltà di Scienze Esatte, Università Nazionale di La Plata, Argentina, nel 1976 con la tesi “Teoria di Scattering delle Onde da un Buco Nero” ed è Dottore di Stato in Fisica presso l’Università di Parigi nel 1979 con una tesi sulla "Fisica dei Campi e la Geometria dello Spazio-Tempo".
Il film “La Dama de la Ciencia” documenta la sua vita a Parigi e Ensenada.

### La carriera
Dal 1973 al 1975 Sanchez è stata assistente di insegnamento presso l’Università Nazionale di La Plata, Facoltà di Scienze Esatte e ricercatrice presso il Consiglio di Ricerca Scientifico Argentino (CONICET), Istituto di Astronomia e Scienza Spaziale (IAFE), campus UBA, Buenos Aires.
Nel 1976, si è unita al Centro Nazionale Francese per la Ricerca Scientifica (CNRS) come ricercatrice in fisica teorica ed è attualmente Direttrice di Ricerca presso il CNRS. Tra il 1986 e il 1987, Sanchez ha avuto un incarico di visita presso il CERN - Divisione di Teoria, Ginevra, Svizzera, e nel 1988 presso il NORDITA - Istituto Niels Bohr, Copenaghen, Danimarca.
All’inizio della sua carriera, Sanchez ha lavorato sulla teoria di scattering e assorbimento delle onde da buchi neri e su un nuovo approccio alla teoria quantistica dei campi in frame accelerati e spazi curvi. Successivamente, ha iniziato la sua collaborazione a vita con Hector de Vega, lavorando su nuovi approcci alla teoria delle stringhe nella gravità, cosmologia e buchi neri. Il loro lavoro è proseguito sui modelli di materia oscura, in particolare la materia oscura in keV (WDM), la struttura su larga scala, la formazione delle galassie e la fisica delle particelle.